# Rose Anselme

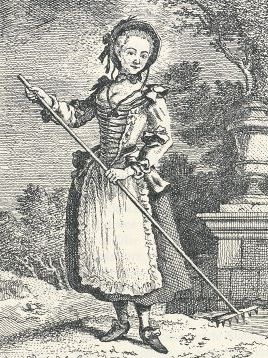
Rosette Anselme, Stich von Paulus Constantijn la Fargue

Rose Albertine Françoise Anselme bekannt als Rosette Anselme (geboren 21. September 1740 in Valenciennes, Frankreich; gestorben nach 1784) war eine französisch-niederländische Schauspielerin und Sängerin.

## Leben
Rose Anselme wurde am 21. September 1740 in Valenciennes geboren. Sie war die Tochter des Musikers und Theaterunternehmers Jean Baptiste Anselme (1699–vor 1775) und der Schauspielerin und Sängerin Françoise Gravillon (ca. 1710–1781). Sie war das achte der neun Kinder des Paares. Ihre frühesten Jahre muss sie in Valenciennes verbracht haben, denn drei Jahre später wurde dort auch ihr jüngster Bruder Jean François (1743–?) geboren. Die Familie kam um 1750 in die Niederlande und ließ sich in Den Haag nieder, wo Anselme und seine Frau dem französischen Unternehmen Comedie in der Casuariestraat beitraten. Vier von Rosettes Brüdern wurden ebenfalls Schauspieler, Sänger und/oder Musiker: Jacques (1732–?), Joseph François (1736–1809), Joseph Jean (1739–?) und Jean François. Ihre Schwester Marie Blandine Sophie (1734–?) wurde Tänzerin.
Vermutlich trat sie im Alter von 14 Jahren zum ersten Mal auf. Im Juli 1754 sang „juffr. Batiste die Tochter“, eine Arie in Begleitung der „Französischen Komiker“. Anschließend ging sie nach Paris, wo sie 1755 in Jean Monnets Truppe spielte und an der Opéra-Comique sang. Dort soll sie auch ein „galantes Abenteuer“ mit dem französischen Schriftsteller Restif de la Bretonne erlebt haben, worüber er später selbst als eine seiner vielen erotischen Geschichten schrieb. 1756 war sie mit der Truppe ihres Vaters zurück in Den Haag. Ab November 1759 waren Rosette und ihre Mutter offiziell für die Französische Komödie in Den Haag verantwortlich, ihre Rolle darin ist dabei jedoch vage. Insbesondere Françoise Gravillon dürfte die Kontrolle gehabt haben. Zuvor war ihr Vater verantwortlich gewesen. Warum er sich zurückgezogen hatte, ist nicht klar. Als Mutter und Tochter als Direktoren der Comedie in den Jahren 1760 und 1762 einen Bürgen für den Abschluss eines Mietvertrags benötigten, fungierte Jacob Jan van Wassenaer Obdam als Bürge. Obdam war ein nachkomme einer alten Adelsfamilie und Mitglied des niederländischen Rittertums. Er galt als frivol und freizügig, war aber auch ein Mann mit Geist. Obdam und das Ehepaar Anselme-Gravillon kannten sich möglicherweise aus der Freimaurerloge De Juste, der ersten Loge, die auch Frauen aufnahm. Rosette Anselme ging vermutlich im Jahr 1760 eine Liaison mit Jacob Jan Obdam ein. Bald schon galt dies als offenes Geheimnis. Sie hatte offiziell eine eigene Wohnadresse in Den Haag, jedoch lebte das Paar vorwiegend zusammen und war wohl glücklich in der Beziehung.
Bei der französischen Komödie war Rosette Anselme die erste Sängerin und Schauspielerin für die zweiten Rollen in Tragödien und Komödien. Sie spielte auch Rollen junger Männer, wie Leuxis in Marmontels Tragödie „Aristomène“, über die François Antoine de Chevrier schrieb: „l'illusion aurait été entière si les grâces de son sex ne l'auraient trahies“ (die Illusion wäre vollständig gewesen, wenn die Anmut ihres Geschlechts sie nicht verraten hätte.) Die Companie spielte meist in den Sommermonaten, mehrmals in einem Theater am Overtoom in Amstelveen/Nieuwer-Amstel. Neben der Comedie gab Rosette vor allem ab 1758 auch Konzerte nicht nur in Den Haag, sondern auch in Rotterdam und Amsterdam.
Sie trat auch als Sängerin am Statthalterhof auf. Dort erhielt sie 1766 ein Trinkgeld von 1000 Gulden. Im folgenden Jahr endete die Theaterleitung von Rosette Anselme und ihrer Mutter. Im selben Jahr wurde Rosette als Schauspielerin aus der französischen Komödie entlassen. Es wurde behauptet, dass der Hofintendant von Wilhelm IV. an der Beendigung ihrer Geschäftsführung beteiligt gewesen sei und dass sein Sohn eine Rolle bei der Entlassung von Rosette gespielt habe, die nur eine Saison dauerte. Die führte zu mehreren Veröffentlichungen, sie verbrachte die Zeit ganz oder teilweise bei Obdam in Spa.
In den Jahren um 1768 wurden Rosette Anselme und Louis Compain des Perrières, der erste Sänger der Comedie, regelmäßig für Hofkonzerte engagiert, Rosette für jeweils zwölf Dukaten (63 Gulden) (1764 waren es zehn). Sie blieb jedoch weiterhin mit der französischen Komödie verbunden.
Rosette Anselme beantragte im Februar 1769 einen dreimonatigen Krankenurlaub, da sie an Lungenproblemen litt. Dieser wurde ihr auch genehmigt, doch sie sollte nicht mehr zur Bühne zurückkehren. Am 2. März spielte sie ihren letzten bekannten Auftritt in der französischen Comedie, es war eine Benefizvorstellung für sich selbst. Danach gab sie gelegentlich ein Konzert, spielte jedoch nicht mehr für die Companie. Sie kümmerte sich um Jacob Jan Obdam, dem es nicht gut ging. Er machte im Jahr 1774 ein Testament zu ihren Gunsten, als Zeichen seiner Wertschätzung und Zuneigung und in Anerkennung ihrer treuen Zuneigung und Fürsorge, die sie ihm entgegengebracht habe. Dies wäre ein Erbe gewesen, welches ihr ein Leben in Luxus ermöglichte. Sie sollte eine Rente von 2000 Gulden pro Jahr erhalten, ein Haus an der Noordeinde, sämtliches bewegliches Eigentum. Nach seinem Tod im Jahr 1779 stellte sich jedoch heraus, dass Obdams Erbe hauptsächlich aus enormen Schulden bestand, Schulden, die er zweifellos zusammen mit Rosette gemacht hatte. Eine Einigung zwischen Rosette Anselme und der Familie Van Wassenaer Obdam kam erst im März 1784 zustande.
Rosette Anselme heiratete 1782 François Lobjoy, damals Erzieher der Kinder des französischen Botschafters in Den Haag. Nach der Einigung mit der Familie Van Wassenaer Obdam ist nichts weiter über Rosette Anselme überliefert. Evtl. ist sie mit ihrem Mann nach Frankreich gezogen.